# Axel Seidelmann
Axel Seidelmann (* 13. Oktober 1954 in Linz) ist ein österreichischer Komponist, Musikpädagoge und Dirigent.

## Leben
Axel Seidelmann wurde in Klavier und Violine ausgebildet und trat bereits während seiner Schulzeit als Komponist und Pianist auf, unter anderem 1972 als Solist in W.A. Mozarts Klavierkonzert KV 488. Er maturierte im selben Jahr am Akademischen Gymnasium Linz und studierte danach bis zum Jahr 1980 an der Hochschule für Musik und darstellende Kunst Wien (heute: Universität für Musik und darstellende Kunst Wien) Komposition bei Friedrich Neumann und Francis Burt, Violine bei Klaus Mätzl und Klavier bei Walter Fleischmann, Dirigieren bei Karl Österreicher und Otmar Suitner, sowie Musikpädagogik, an der Universität Wien Geschichte, Kunstgeschichte, Musikwissenschaft und Romanistik.
Bereits während seines Studiums übte Seidelmann eine Substitutentätigkeit als Geiger und Bratschist in diversen Ensembles, z. B. unter Nikolaus Harnoncourt, dem Tonkünstler-Kammerorchester, dem Haydn-Orchester und den Wiener Barocksolisten, aus. Von 1979 bis 1981 unterrichtete er als Violinlehrer an der Musikschule der Stadt Wien und bei den Wiener Sängerknaben, anschließend als Mittelschullehrer für Musik und Geschichte in Wien.
In dieser Zeit arbeitete Seidelmann auch als Dirigent und Ensembleleiter, etwa bei Konzerten des Orchesters des Neuen Wiener Musikvereins, als Landeschorleiter des Österreichischen Arbeitersängerbundes Wien, und gründete und leitete die Gruppe „Vokaltheater“ am Dramatischen Zentrum Wien.
Ab 1986 organisierte er Veranstaltungen von Konzertreihen mit zeitgenössischer Musik im Rahmen der Komponistenvereinigung „Wiener Musikforum“, die er mitbegründet hatte und von 1990 bis 1992 auch leitete. Er war daneben Vorstandsmitglied des Österreichischen Komponistenbundes (ÖKB) und der Internationalen Gesellschaft für Neue Musik (IGNM).
Seit 1987/88 war er Lehrer für Harmonielehre und Kontrapunkt an der Universität für Musik und darstellende Kunst Wien, von 1994 bis 1997 Leiter des Lehrgangs „Tonmeister“, als der er eine Umwandlung desselben in eine ordentliche Studienrichtung erreichte. 2002 wurde er zum Ordinarius berufen und war 2001 bis 2006 Vorstand des Instituts für Komposition und Elektroakustik.

„Es reizt mich, emotional erfassbare, unmittelbar wirkende Musik zu schreiben, von stilistischer Vielfalt, spontan, frei von der Leber weg. Musik muss für mich ein sinnliches Erlebnis sein durch charakteristische Einfälle, spezifische Klänge und Klangwirkungen bei klarer struktureller Anlage. Meine Werke schwanken zwischen Dramatik und Expressivität einerseits und Lyrik, Besinnung, Suche nach der Stille andererseits. Zu Anregungen aus der zeitgenössischen „klassischen“ E-Musik der letzten Jahrzehnte treten auch solche der Elektronik (auch der U-Branche) und der außereuropäischen Musik.“

## Auszeichnungen
- 1982: Staatsstipendium für Komposition des Bundeskanzleramts für Kunst und Kultur
- 1982: Talentförderungspreis der Oberösterreichischen Landesregierung
- 1982: Theodor Körner Fonds: Theodor-Körner-Preis
- 1988: Förderungspreis der Stadt Wien[4] und Arbeitsstipendium
- 1989: Staatsstipendium für Komposition des Bundeskanzleramts für Kunst und Kultur
- 1995: Landeskulturpreis für Musik der Oberösterreichischen Landesregierung
- 1989: Kompositionsförderung des Bundeskanzleramts für Kunst und Kultur

## Werke (Auswahl)
(Quelle:)

### Bühnenwerke
- Pfaui & Pfui – ein surreales Nō-Spiel für Stimmen und Ensemble (2009)
- Totentanz – ein Allerseelenspiel für 3 Sprecher, gem. Chor, Vokalensemble, Tänzer, Instrumentalensemble und Zuspielung (1997/2021)
- Traffic – pantomimisches Ballett für 1 Tänzerin, 6 Darsteller, Akrobaten (und weitere Personen ad lib.), Klavier und Tonband (Ensemble) (1995/2001)
- Der Jüngste Tag – ein Rüpelspiel nach einer Idee von Chr. D. Grabbe für Schauspieler und Instrumente der alpenländischen Volksmusik (1993/2021)
- Hiob – Kirchenoper für 7 Solisten, Chöre, Tänzer, großes Ensemble und Zuspielung (1991–93)
- Die Macht der Dinge – szenische Choretüden (Vokaltheater) nach Bildern von R. Magritte (1986)

### Vokalwerke
- Missa – für Vokalensemble bzw. gemischten Chor (2001/2021)
- Die Stadt – 3 Bilder für 8-12-stimmigen, gemischten Chor nach Gedichten von Franz Pühringer (1982/2014)
- 3 Lieder nach Texten von Erich Fried – für Chor und Klavier (2004)
- Psalm (aus der Kirchenoper „Hiob“) – für 4-8-stimmigen gemischten Chor (1994)
- Victimae paschali laudes – für 8-st. gem. Doppelchor (1988/2001)
- Ego sum Alpha et Omega – für gemischten Chor (1988/2000)
- Musik für bedrohte Gewässer – für 8-stimmigen gemischten Chor (1986)
- Vier Madrigale ohne Worte – für 8-stimmiges Vokalensemble (1985)
- Nursery Rhymes – 9 englische Kinderverse für 4-stimmigen gemischten Chor (1976)
- Intermezzo – Vokalise für 8-stimmigen Frauenchor, auch Fassung für gemischten Chor (1975)

### Orchesterwerke
- Moloch – Epigramm für Orchester (2010)
- Monument (für A.B.) – für großes Orchester (2000)
- La Notte – für Alt-Sax. und Kammerorchester (1978/2015)
- Incontri notturni – für Oboe, Viola, Streicher, Klavier und Schlagzeug (2011)
- Impromptu funèbre für 16 Streicher (2001)
- Serenade für Streicher (1995/2010)
- Sinfonia – für großes Orchester (1984)
- 4 Märsche für das Wiener Gardebataillon – für Blaskapelle bzw. Salonorchester (1982)
- Die Vision – für großes Orchester (1982)
- Orchestervariationen – für großes Orchester (1980)
- Eine kleine Streichmusik (1975/2003)

### Ensemble
- Reflets de Medusa (2023/24) für Ensemble
- Black Moon (2023) für Ensemble
- Aura für 5 Spieler (2020)
- Skulptur V (Cirren) für 8 Spieler (2017)
- Skulptur IV (Gitter) für 14 Spieler (2014/2020)
- Skulptur III (Fluid) für 10 Spieler (2014/2022)
- Skulptur II (Kubus) für 16 Spieler (2014/22)
- Skulptur I (Mobile) für 6 Spieler (2010/11)
- Quando svane la luce… - 4 Tempelgesänge für 6 räumlich verteilte Instrumente (2016)
- Walking through a Brave New World – 8 Improvisations für Ensemble (2008–14)
- Plutonium City – Septett-Fassung (2008)
- Tonga Concerto (2007)
- Labyrinth für 15 Spieler (1995/96)
- Oktett (1991/2002)
- Concerto per 13 (1987)
- Wintermusik für 5 Spieler (1987)

### Kammermusik und Solowerke
- Interferenzen – für Flöte, Klarinette und Akkordeon (2012)
- Sirenen – für Flöte und Klavier (2009)
- Wiener Elegie – für 2 Violinen, Kontrabass und Akkordeon (2004)
- Li-Yin – Mandala für Flöte, Violine, Klavier (2002)
- Évocations für Klavierquartett (2001)
- Arioso – Musik für Streichtrio (1997/98)
- Die 3 Erscheinungen von Atahualpas Geist – für Flöte u. Schlagzeug (1993)
- Anabasis für Violoncello und Klavier (1992)
- Echodram („Vincent van Gogh“) for Violoncello and invisible Violin (1990)
- Manamania II für Tenor- und Bariton-Saxophon (1990)
- Stille Tage – Musik für ein Streichinstrument (1990)
- Toccata für 5 Flöten (1989)
- Variationen für Saxophonquartett (1989)
- Huayno de los Reyes muertos – für 5 Flöten (1988/2020)
- Kleine Tag- und Nachtstücke – 7 Bagatellen für Klavier (1988)
- Percussion Suite für 2 Schlagzeuger (1988)
- Manamania für 2 Alt-Saxophone (1987)
- Triangoloso – für einen Schlagzeuger (1987)
- Farewell to India – für Violine und Viola (1986)
- Solo für einen vergessenen Ton – für Marimba oder beliebiges Schlaginstrument (1986)
- Oiseaux – für Klarinette und Klavier (1979)
- Grande Berceuse et Rondes bizarres – für Violine und Klavier (1978/2000)
- Musik für allerlei Instrumente – für Orff-Schulwerk (1972)

Außerdem verfasste Seidelmann Parodien und Kabarettnummern, darunter:
- Der bestechliche Hofrat – Liederliche Stücke für 3-5 Violoncelli (1984–86)
- Buffalo Bill carriing a Buffalo Bell (1979)
- Fadesie für Klavier (1978)
- Billy’s Rag für Klavier zu 4 Händen (1974)

sowie Bearbeitungen Alter Musik (Vivaldi) und Arrangements für Chor, Blas- und Salonorchester.
Er ist außerdem Autor von Lyrik und Erzählungen.

## Publikationen
- Axel Seidelmann: Die Musik der Stille: Reisebilder. Bibliothek der Provinz, Weitra 2019, ISBN 978-3-99028-831-3, S. 334.
- Axel Seidelmann, Thomas Pühringer (Illustrator): ...wieder war’s ein Jahr: Ein Kalender in 52 Haiku. Bibliothek der Provinz, Weitra 2014, ISBN 978-3-99028-369-1, S. 86.